# Зегель, Артур Вольдемарович
Арту́р Вольдема́рович Зе́гель (Артурс Зэ́делис, латыш. Artūrs Zēģelis; 1897—1920) — один из латышских стрелков, революционный деятель, чекист.

## Биография
А. В. Зегель — сын латышского крестьянина с хутора Паперзе Валкского уезда Лифляндской губернии. В 1915 году получил среднее образование. В этом же году был призван в армию. Воевал на фронтах первой мировой войны в составе Латышской стрелковой дивизии (по другим данным служил в Преображенском лейб-гвардии полку). В 1917 году вместе с товарищами примкнул к большевикам.
Принимал участие в штурме Зимнего дворца в 1917 году. Воевал на фронтах гражданской войны в дивизии Красных латышских стрелков. Принимал участие в боях с войсками Юденича и Краснова.
В июне 1918 году стал членом РКП(б).
В 1919 году был направлен для работы в московскую чрезвычайную комиссию ВЧК. В июле 1920 года переведён на железнодорожную станцию Тамбов следователем транспортной чрезвычайной комиссии. Проявил себя как активный борец с врагами революции.
В апреле 1920 года назначен начальником Липецкого ЧК.
В конце декабря Артур Зегель находился в селе Инжавино, которое 30 (31) декабря 1920 года захватил отряд Объединённой партизанской армии Тамбовского края. Зегель с отрядом чекистов забаррикадировался на окраине села в мельнице, где и погиб, отражая атаки партизан.
На следующий, 1921-й, год Липецкий уездный исполком переименовал Лебедянскую улицу, на которой он жил, в улицу Зегеля. В начале 1970-х живший в Липецке поэт Сергей Панюшкин посвятил чекисту Зегелю поэму «Артур Зегель».